# Sporobolus diandrus
Sporobolus diandrus är en gräsart som först beskrevs av Anders Jahan Retzius, och fick sitt nu gällande namn av Ambroise Marie François Joseph Palisot de Beauvois. Sporobolus diandrus ingår i släktet droppgräs, och familjen gräs. Inga underarter finns listade i Catalogue of Life.